# 177 Irma
177 Irma è un asteroide discretamente massiccio della fascia principale del sistema solare; la sua superficie è particolarmente scura.

## Storia
L'asteroide fu scoperto dall'astronomo francese Paul-Pierre Henry il 5 novembre 1877, in collaborazione con il fratello Prosper Mathieu Henry. In complesso ben quattordici asteroidi furono individuati in cooperazione dai due fratelli; la loro intesa fu tale che rispettarono una stretta imparzialità nell'annunciare alternativamente la paternità di ogni asteroide da loro individuato.